# Yūki Ono
Yūki Ono (小野 友樹?, Ono Yūki; Prefettura di Shizuoka, 22 giugno 1984) è un doppiatore e cantante giapponese. È noto per aver doppiato Josuke Higashikata in Le bizzarre avventure di JoJo, Taiga Kagami in Kuroko's Basket e Louis in Beastars

## Biografia
Nato nella Prefettura giapponese di Shizuoka, Yūki Ono, durante gli anni del liceo si pose l'obiettivo di diventare un calciatore professionista, tanto da essere notato dalla squadra Shimizu S-Pulse. Tuttavia, a causa di un grave infortunio, dovette desistere dal proprio sogno smettendo di giocare nel corso del terzo anno.
Durante il proprio periodo universitario divenne fan di Kishō Taniyama. L'incontro con lo stesso ad un evento di anime lo spinse a perseguire questa carriera. Nell'agosto 2011, Ono formò l'unità di doppiaggio You-Tak (ゆーたく, Yū-Taku) insieme al doppiatore Takuya Eguchi. I due avevano anche lavorato in precedenza a varie produzioni ed eventi di CD drammatici. Nel gennaio 2013, venne rinominato You-Tak II (ゆーたくII, Yū-Taku Tsū).
Nel marzo 2013 sono stati premiati come "migliori attori in ruoli secondari" al 7° Seiyu Awards.
Il 2 ottobre del 2017 scrisse  in un post nel suo blog personale di essersi sposato in precedenza, dichiarando nel contempo che la propria moglie fosse estranea all'industria dell'intrattenimento. Nel 2020 annunciò la nascita del primo figlio.
Ono ha rivelato inoltre a NHK che suo padre è un annunciatore di NHK e quindi, sotto l'influenza del genitore, vorrebbe provare a prendere più lavori nell'ambito della narrazione in futuro.

## Ruoli

### Anime
2007
- Personaggio (ep 4), Studente in Da Capo II
- Shigeshige Tokugawa (Shogun) in Gintama
- Presidente del consiglio studentesco, Studente in Myself ; Yourself
- Joshua in Saint October
- Dr. Noll D, Studente in Toward the terra

2008
- Kalin Kessler in Yu-Gi-Oh! 5D's
- Watanabe, Impiegato (ep 4), Studente A (ep 8), Ragazzo che dà il via (ep 3), Insegnante (ep 6), Ragazzo C in Itazura na Kiss

2009
- Kazuichi "Pin" Arai in Arrivare a te

2010
- Jason in Fairy Tail
- Shou in Kaichou wa Maid-sama!
- Subordinato di Inari in Kuragehime
- Chou-un Gundam (Zhao Yun) in SD Gundam Sangokuden Brave Battle Warriors
- Ayumu Arashiyama in Eppur... la città si muove!

2011
- Shunpei Natsukawa in Baka to test to shōkanjū
- Kazuichi "Pin" Arai in Arrivare a te (Stagione 2)
- Kaname Tsukahara in Kimi to boku 2
- Aggressori virali in Steins;Gate
- Kishibe Taiga in Inazuma Eleven GO (anime)

2012
- Sora Ryuyo in Battle Spirits - Sword Eyes
- Urashimanoko Mizunoe in Binbogami
- Toshiyuki Karasawa in Danshi kōkōsei no nichijō
- Emilio Alcide, Jan Gazzoni in Dog Days
- Kaname Tsukahara in Kimi to boku
- Shingo Watase in Kokoro Connect
- Taiga Kagami in Kuroko's Basket
- Zenkichi Hitoyoshi in Medaka Box
- Tōru Hamada (ep 11-12) in Tari Tari
- Nagoya, Tomio in My Little Monster

2013
- Jun Isashiki in Ace of Diamond
- Kannagi in La leggenda di Arata
- Kiyotaka Yoshino in Da Capo III
- Berserker in Devil Survivor 2: The Animation
- Kugel in Suisei no Gargantia
- Taisuke Kinugawa in Gingitsune
- Shirō Ashiya/Alciel in Hataraku maō-sama!
- Taiga Kagami in Kuroko's Basket (stagione 2)
- Mycroft Swallow in Makai ōji: devils and realist
- Shinichirō Inada in Silver Spoon
- Dimitrie Vatler in Strike the Blood
- Magnus in Unbreakable Machine-Doll
- Kyuma Inuzuka in Valvrave the Liberator
- Eiji Shinozuka in Yozakura Quartet ~Hana no Uta~

2014
- Moral in Hamatora
- Kuroda in Hybrid Child
- Jūgo Yama in Ryūgajō Nanana no maizōkin
- Masayuki Hori in Gekkan shōjo Nozaki-kun[3]

2015
- Chikage Rokujo in Durarara!!x2 Shou
- Isami Aldini in Food Wars! Shokugeki no Soma
- Taiga Kagami in Kuroko's Basket (stagione 3)
- Garfa in Maria the Virgin Witch
- Mitsuru Kameda, Daichi Shinagawa in Yamada-kun e le 7 streghe

2016
- Shūgo Kadowaki in Battery
- Shō Tokugawa in Cheer Boys!![4]
- Josuke Higashikata in Le bizzarre avventure di JoJo: Diamond is Unbreakable
- Yūsuke Igarashi in Kiss Him, Not Me![5]
- Rintarō Tatewaki in Magic-kyun! Renaissance
- Asuma Mayuzumi in Prince of Stride
- Tetsu Sendagaya in Servamp[6]
- Bao Zhilan in Terra Formars: Revenge
- Kamui in Twin Star Exorcists

2017
- Koga Oogami in Ensemble Stars!
- Shinnosuke da adulto in Shōwa Genroku rakugo shinjū
- Gran in Granblue Fantasy: The Animation

2018
- Junta Azumaya in Dakaretai Otoko 1-i ni Odosarete Imasu.
- Inudzuka Romio in Juliet in collegio

2019
- Kufa Vamir in Assassins Pride
- Louis in Beastars

2020
- Ono del Robot Club in Keep Your Hands Off Eizouken!

2022
- Bazz-B in Bleach: Thousand-Year Blood War

2024
- Gran in Code;Geass: Roze of the Recapture
- Riccardo I in Fate/strange Fake

### Videogiochi
2009
- Kalin Kessler in Yu-Gi-Oh! 5D's Tag Force 4

2010
- Kalin Kessler in Yu-Gi-Oh! 5D's Tag Force 5

2011
- Kalin Kessler in Yu-Gi-Oh! 5D's Tag Force 6

2012
- Itsuki Yuge in Conception

2013
- Wen Yang in Dynasty Warriors 8
- Calis in Summon Night 5
- Soji in Fairy Fencer F
- Serafino in La storia della Arcana Famiglia 2

2014
- Gran, Aoto Kikuda e Lancelot in Granblue Fantasy

2015
- Kugel in Super Robot Wars Z3: Heaven Chapter
- Locke Cole in Dissidia Final Fantasy NT
- Touma Akagi in Tokyo Mirage Sessions ♯FE

2016
- Yakumo in Toukiden 2

2017
- Locke Cole in Dissidia Final Fantasy: Opera Omnia
- Allen in Tales of the Rays
- Toma in Dragon Quest Rivals
- Chitose Imai in Digimon Story: Cyber Sleuth - Hacker's Memory

2018
- Wen Yang in Dynasty Warriors 9
- Wen Yang in Warriors Orochi 4
- Zace in Dragalia Lost

2019
- Sesa in Arknights
- Argento in Pokémon Masters EX
- Chatelard in Ys IX: Monstrum Nox
- K' in The King of Fighters for Girls
- Schuzelt e Locke Cole in War of the Visions: Final Fantasy Brave Exvius
- Josuke Higashikata in JoJo's Bizarre Adventure: Last Survivor

2020
- Gran e Lancelot in Granblue Fantasy: Versus
- Hawkeye in Trials of Mana
- Jake in Final Fantasy Crystal Chronicles Remastered

2021
- Eclair Cookie in Cookie Run: Kingdom

2022
- Hawkeye in Echoes of Mana
- Josuke Higashikata in JoJo's Bizarre Adventure: All Star Battle R

2023
- Toma in Dragon Quest X: Rise of the Five Tribes Offline
- Gran e Lancelot in Granblue Fantasy: Versus Rising

2024
- Gran e Lancelot in Granblue Fantasy: Relink
- Siugnas in SaGa: Emerald Beyond
- Jiyan in Wuthering Waves
- Tsubasa Fukuyama in Emio – L'uomo che sorride: Famicom Detective Club
- Saber in Fate/strange Fake